# Românul (ziar din Arad)
Românul a fost un ziar din Arad, înființat de reprezentanții Partidului Național Român din Ungaria și Transilvania, în anul 1911.

## Manifestul ziarului
„Am înființat și vom susține acest ziar ca organ al partidului național român din patrie si al comitetului său central executiv. 

Ar însemna o neputință morală, ca partidul național român să nu-și aibă organul său de publicitate, chemat să reprezinte și să servească activitatea și intențiile comitetului executiv întru conducerea politicei acestui partid. 

Nu va să zică acest organ o întreprindere de concurență față de ziarele românești existente, sau cari se vor mai înființa, ci mai vârtos „Românul" va avea datoria a închegă relațiile de împrumutată încredere și sprijinire între toate organele romanești de publicitate, cari servesc cu sinceritate interesele partidului național, identice cu interesele politice ale națiunii române din Ungaria și Transilvania.”

## Consiliul de conducere
Comisia care coordona, supraveghea și conducea ziarul a fost compusă din: Teodor Mihali, Vasile Lucaciu, Alexandru Vaida-Voevod, Iuliu Maniu, Aurel Vlad, Ștefan Cicio Pop, Ioan Suciu, Vasile Goldiș, Iustin Marșieu, Cornel Iancu, Romul Veliciu, Aurel Lazăr și Valeriu Moldovan.